# Юнион (приход)
Ю́нион (англ. Union Parish, фр. Paroisse de l'Union) — приход штата Луизиана, США. Официально образован в 1839 году. По состоянию на 2020 год, численность населения составляла 21 107 человек.

## География
По данным Бюро переписи США, общая площадь прихода равняется 2 343,952 км2, из которых 2 271,432 км2 — суша, и 72,520 км2, или 3,060 %, — это водоёмы.

## Население
По данным переписи населения 2000 года на территории прихода проживает 22 803 жителя в составе 8 857 домашних хозяйств и 6 412 семей. Плотность населения составляет 10,00 человек на км2. На территории прихода насчитывается 10 873 жилых строения, при плотности застройки около 5,00-ти строений на км2. Расовый состав населения: белые — 69,79 %, афроамериканцы — 27,95 %, коренные американцы (индейцы) — 0,19 %, азиаты — 0,26 %, гавайцы — 0,05 %, представители других рас — 1,26 %, представители двух или более рас — 0,50 %. Испаноязычные составляли 2,02 % населения независимо от расы.
В составе 31,30 % из общего числа домашних хозяйств проживают дети в возрасте до 18 лет, 55,30 % домашних хозяйств представляют собой супружеские пары, проживающие вместе, 13,70 % домашних хозяйств представляют собой одиноких женщин без супруга, 27,60 % домашних хозяйств не имеют отношения к семьям, 24,90 % домашних хозяйств состоят из одного человека, 11,00 % домашних хозяйств состоят из престарелых (65 лет и старше), проживающих в одиночестве. Средний размер домашнего хозяйства составляет 2,52 человека, и средний размер семьи 3,01 человека.
Возрастной состав прихода: 25,70 % — моложе 18 лет, 9,10 % — от 18 до 24, 26,50 % — от 25 до 44, 23,80 % — от 45 до 64, и 14,90 % — от 65 и старше. Средний возраст жителя прихода — 37 лет. На каждые 100 женщин приходится 94,50 мужчин. На каждые 100 женщин старше 18 лет приходится 90,90 мужчин.
Средний доход на домохозяйство прихода составлял 0 USD, на семью — 0 USD. Среднестатистический заработок мужчины был 30 494 USD против 21 070 USD для женщины. Доход на душу населения составлял 14 819 USD. Около 14,30 % семей и 18,60 % общего населения находились ниже черты бедности, в том числе — 25,60 % молодежи (тех, кому ещё не исполнилось 18 лет) и 17,70 % тех, кому было уже больше 65 лет.